# Здравко Хебель
Здравко Хебель (21 січня 1943 — 12 серпня 2017) — югославський ватерполіст і плавець.
Олімпійський чемпіон 1968 року.
Переможець Середземноморських ігор 1971 року.